# Hemimerideae
Hemimerideae es una tribu con cuatro géneros de plantas de flores perteneciente a la familia Scrophulariaceae.

## Géneros
- Alonsoa
- Colpias
- Diascia
- Diclis
- Hemimeris
- Nemesia

- Datos: Q5894156
- Multimedia: Hemimerideae / Q5894156
- Especies: Hemimerideae